# Rue Dugommier (Paris)
Pour les articles homonymes, voir rue Dugommier.
La rue Dugommier est une voie située dans le quartier de Picpus du 12e arrondissement de Paris.

## Situation et accès
La rue Dugommier est accessible à proximité par les lignes de métro 6 et 8 à la station Daumesnil et la ligne de métro 6 à la station Dugommier.

## Origine du nom
Cette rue porte le nom d'un général de la Révolution française, Jacques François Dugommier (1738-1794).

## Historique
Classée dans la voirie de Paris par décret du 19 septembre 1866, elle prend sa dénomination actuelle par décret du 2 mars 1867.

## Bâtiments remarquables et lieux de mémoire
- La rue débouche sur le jardin de Reuilly et une entrée de la Promenade plantée.